# Odprto prvenstvo Francije 1968
Odprto prvenstvo Francije 1968 je teniški turnir za Grand Slam, ki je med 27. majem in 9. junijem 1968 potekal v Parizu.

## Moški posamično
Ken Rosewall :  Rod Laver, 6-3, 6-1, 2-6, 6-2

## Ženske posamično
Nancy Richey :  Ann Haydon-Jones 5–7, 6–4, 6–1

## Moške dvojice
Ken Rosewall /  Fred Stolle :  Roy Emerson /  Rod Laver 6–3, 6–4, 6–3

## Ženske dvojice
Françoise Dürr /  Ann Haydon-Jones :  Rosemary Casals /  Billie Jean King 7–5, 4–6, 6–4

## Mešane dvojice
Françoise Dürr /  Jean-Claude Barclay :  Billie Jean King /  Owen Davidson 6–1, 6–4